# Coturnicops exquisitus
Franga-d'água-de-swinhoe ou pinto-de-água-da-manchúria (Coturnicops exquisitus) é uma espécie de ave da família Rallidae.
Pode ser encontrada nos seguintes países: China, Japão, Coreia do Norte, Coreia do Sul e Rússia.
Os seus habitats naturais são: pântanos, lagos de água doce e terras aráveis.
Está ameaçada por perda de habitat.